# Soing-Cubry-Charentenay
Soing-Cubry-Charentenay is een gemeente in het Franse departement Haute-Saône (regio Bourgogne-Franche-Comté) en telt 487 inwoners (2011). De plaats maakt deel uit van het arrondissement Vesoul.

## Geografie
De oppervlakte van Soing-Cubry-Charentenay bedraagt 28,1 km², de bevolkingsdichtheid is 17,3 inwoners per km².
De onderstaande kaart toont de ligging van Soing-Cubry-Charentenay met de belangrijkste infrastructuur en aangrenzende gemeenten.

## Demografie
Onderstaande figuur toont het verloop van het inwonertal (bron: INSEE-tellingen).

1. ↑  Populations de référence 2022.